# Bitolterol
Bitolterol mesylate (Tornalate) là một chất chủ vận thụ thể adrenergic β2 tác dụng ngắn được sử dụng để làm giảm co thắt phế quản trong các điều kiện như hen suyễn  và COPD. Trong những rối loạn này có sự thu hẹp đường dẫn khí (phế quản và sự phân nhánh của chúng) mang không khí đến phổi. Co thắt cơ và viêm trong phế quản trở nên tồi tệ hơn khi thu hẹp này. Bitolterol làm thư giãn các cơ trơn có mặt liên tục xung quanh phế quản và tiểu phế quản tạo điều kiện cho luồng không khí đi qua chúng. 

Colterol

Bitolterol là một tiền chất của colterol. Nó có tác dụng khởi phát nhanh (2 – 5 phút) và có thể kéo dài tới 6 – 8 giờ. Thuốc, một mình hoặc phối hợp với theophylline, không cho thấy tác dụng gây độc cho tim.
Cơ quan Quản lý Thực phẩm và Dược phẩm Hoa Kỳ (FDA) đã phê duyệt bitolterol vào tháng 12 năm 1984. Thuốc đã được Élan Pharmaceuticals rút khỏi thị trường vào năm 2001. 